# Леонтьев, Михаил Евгеньевич
Михаил Евгеньевич Леонтьев (1881—1942) — герой Первой мировой войны, участник Белого движения, генерал-майор.

## Биография
Происходил из старинного дворянского рода. Сын полковника Евгения Александровича Леонтьева (1855—1894), внук генерал-лейтенанта А. Н. Леонтьева.
По окончании Пажеского корпуса в 1902 году выпущен был корнетом в лейб-гвардии Драгунский полк. Произведен в поручики 6 декабря 1906 года. В 1908 году окончил Николаевскую академию Генерального штаба по 1-му разряду и 2 мая того же года был произведен в штабс-ротмистры «за отличные успехи в науках». В 1908—1909 годах был прикомандирован к Офицерской кавалерийской школе, курс которой окончил «успешно». В 1909—1911 годах отбывал цензовое командование эскадроном в 5-м гусарском Александрийском полку.
27 ноября 1911 года переведен в Генеральный штаб с назначением старшим адъютантом штаба 1-й Кавказской казачьей дивизии и переименованием в капитаны. 10 марта 1913 года назначен старшим адъютантом штаба 22-й пехотной дивизии, с которой и вступил в Первую мировую войну. Пожалован Георгиевским оружием
За то, что, будучи командирован в боях 2 и 5 октября 1914 года в боевые участки для ознакомления с обстановкой, под действительным ружейным и артиллерийским огнем, выполнил возложенное на него поручение и своим докладом помог начальнику дивизии уяснить действительную обстановку, сберечь от израсходования резерв и тем содействовал в достижении цели, поставленной дивизии.
16 января 1915 года назначен и. д. штаб-офицера для поручений при штабе 6-го армейского корпуса. 22 марта 1915 года произведен в подполковники с назначением и. д. начальника штаба Уссурийской конной бригады. 19 января 1916 года назначен и. д. начальника штаба Уссурийской конной дивизии, развернутой из той же бригады. 3 августа 1916 года назначен и. д. начальника штаба 4-й кавалерийской дивизии, а 15 августа произведен в полковники. 11 октября 1917 года назначен командиром 14-го гусарского Митавского полка.
В начале 1918 года был мобилизован в РККА, был начальником штаба Вятской дивизии и Вятского района. По болезни эвакуировался в Петроград. В 1919 году перешел в Северо-Западную армию. Со 2 сентября 1919 года был зачислен в резерв чинов при Главнокомандующем Вооруженными силам Юга России, затем — в Русской армии.
В эмиграции в Югославии, служил государственным землемером. В 1926 году переехал в Париж. Работал электротехником, затем в течение 15 лет надзирателем в Высшей коммерческой школе. С 1930 года избирался председателем Союза чинов Северо-Западной армии, также состоял членом Союза пажей и Общества офицеров Генерального штаба. Умер в 1942 году в Париже. Похоронен на кладбище Сент-Женевьев-де-Буа. Был женат на Евгении Петровне Ковалевской (1875—1949).

## Награды
- Орден Святой Анны 4-й ст. с надписью «за храбрость» (ВП 5.11.1914)
- Георгиевское оружие (ВП 11.03.1915)
- Орден Святого Владимира 4-й ст. с мечами и бантом (ВП 27.04.1915)
- Орден Святого Станислава 3-й ст. с мечами и бантом (ВП 5.11.1915)
- Орден Святой Анны 3-й ст. с мечами и бантом (ВП 22.12.1915)
- Орден Святого Станислава 2-й ст. с мечами (ВП 24.06.1916)
- старшинство в чине полковника с 6 декабря 1914 года (ПАФ 30.09.1917)